# Tumori delle ossa
I tumori delle ossa comprendono almeno 50 varietà diverse di tumori maligni e benigni.

## Epidemiologia
Il picco d'incidenza si trova nell'età giovanile, tra i 14 e i 25 anni.

## Le principali malattie tumorali

### Tumori benigni
Alcuni di essi nascono come neoplasie benigne ma possono evolversi nella forma più pericolosa:
- Cisti aneurismatica
- Condroblastoma
- Emangioma
- Encondroma: dovuto alla moltiplicazione di cellule cartilaginee; si sviluppa all'interno della cavità delle ossa dove determina la formazione di camere ripiene di materiale cartilagineo.
- Esostosi osteocartilaginea, osteocondroma o encondroma: consiste nella crescita, sulla superficie esterna dell'osso colpito, di una protuberanza formata da cartilagine e osso.
- Fibroma condro-mixoide
- Fibroma non ossificante
- Osteoblastoma
- Osteoclastoma
- Osteocondroma
- Osteoma
- Osteoma osteoide: dovuto a tessuto osseo che non arriva a completa maturazione.

### Tumori maligni
- Condrosarcoma: dovuto all'incontrollata proliferazione di tessuto di tipo cartilagineo all'interno di un osso.
- Osteosarcoma: altamente maligno, costituito da tessuto osseo gravemente alterato, a crescita rapida, tendente a infiltrare rapidamente i tessuti vicini e a dare metastasi a distanza. È il tumore osseo più comune. Colpisce per lo più nell'età fra i 10 e i 20 anni, con notevole tendenza alla metastatizzazione, specialmente ai polmoni. I primi sintomi, come tutti i tumori del gruppo, sono dolore e tumefazione, in più della metà dei casi il tumore primario sorge all'altezza del ginocchio. La diagnosi si basa sulla radiografia e sull'imaging a risonanza magnetica (MRI). Le recenti strategie terapeutiche, basate sulla chemioterapia preoperatoria e postoperatoria e su una chirurgia più conservativa ma più efficace, hanno portato a un miglioramento della sopravvivenza globale che oggi si può fissare intorno al 50% a 10 anni dalla diagnosi.
- Sarcoma di Ewing: altamente maligno, deriva dalla proliferazione di cellule embrionali indifferenziate, può sorgere nell'osso oppure nei tessuti molli che lo circondano (midollo osseo).